# 북위 41도
북위 41도는 적도에서 41도 북쪽을 지나는 위선이다. 유럽, 지중해, 아시아, 태평양, 북아메리카, 대서양을 지난다.
본초 자오선에서 동쪽 방향으로, 북위 41도선은 다음 지역을 지난다.
| 좌표                                                    | 나라, 지역, 해역       | 주석 |
| ------------------------------------------------------- | ---------------------- | --- |
| 북위 41° 0′ 동경 0° 0′  / 북위 41.000° 동경 0.000°      | 스페인                 | |
| 북위 41° 0′ 동경 0° 56′  / 북위 41.000° 동경 0.933°     | 지중해                 | |
| 북위 41° 0′ 동경 8° 13′  / 북위 41.000° 동경 8.217°     | 이탈리아               | 아시나라섬 |
| 북위 41° 0′ 동경 8° 16′  / 북위 41.000° 동경 8.267°     | 지중해                 | 아시나라만 |
| 북위 41° 0′ 동경 8° 52′  / 북위 41.000° 동경 8.867°     | 이탈리아               | 사르데냐섬 |
| 북위 41° 0′ 동경 9° 39′  / 북위 41.000° 동경 9.650°     | 지중해                 | 티레니아해 - 이탈리아의 폰치아네 제도 바로 북쪽을 지난다. |
| 북위 41° 0′ 동경 13° 57′  / 북위 41.000° 동경 13.950°   | 이탈리아               | |
| 북위 41° 0′ 동경 17° 12′  / 북위 41.000° 동경 17.200°   | 아드리아해             | |
| 북위 41° 0′ 동경 19° 28′  / 북위 41.000° 동경 19.467°   | 알바니아               | 마케도니아와 오흐리드호에서 국경을 이룬다. |
| 북위 41° 0′ 동경 20° 42′  / 북위 41.000° 동경 20.700°   | 북마케도니아           | |
| 북위 41° 0′ 동경 21° 51′  / 북위 41.000° 동경 21.850°   | 그리스                 | |
| 북위 41° 0′ 동경 26° 20′  / 북위 41.000° 동경 26.333°   | 튀르키예               | 마르마라해와 이스탄불을 지난다. |
| 북위 41° 0′ 동경 37° 52′  / 북위 41.000° 동경 37.867°   | 흑해                   | |
| 북위 41° 0′ 동경 38° 47′  / 북위 41.000° 동경 38.783°   | 튀르키예               | |
| 북위 41° 0′ 동경 39° 46′  / 북위 41.000° 동경 39.767°   | 흑해                   | |
| 북위 41° 0′ 동경 40° 20′  / 북위 41.000° 동경 40.333°   | 튀르키예               | |
| 북위 41° 0′ 동경 43° 32′  / 북위 41.000° 동경 43.533°   | 아르메니아             | |
| 북위 41° 0′ 동경 45° 10′  / 북위 41.000° 동경 45.167°   | 아제르바이잔           | 바르수다를르 (월경지) |
| 북위 41° 0′ 동경 45° 13′  / 북위 41.000° 동경 45.217°   | 아르메니아             | |
| 북위 41° 0′ 동경 45° 24′  / 북위 41.000° 동경 45.400°   | 아제르바이잔           | |
| 북위 41° 0′ 동경 49° 13′  / 북위 41.000° 동경 49.217°   | 카스피해               | |
| 북위 41° 0′ 동경 52° 57′  / 북위 41.000° 동경 52.950°   | 투르크메니스탄         | |
| 북위 41° 0′ 동경 61° 58′  / 북위 41.000° 동경 61.967°   | 우즈베키스탄           | |
| 북위 41° 0′ 동경 68° 4′  / 북위 41.000° 동경 68.067°    | 카자흐스탄             | |
| 북위 41° 0′ 동경 68° 31′  / 북위 41.000° 동경 68.517°   | 우즈베키스탄           | 약 7km |
| 북위 41° 0′ 동경 68° 36′  / 북위 41.000° 동경 68.600°   | 카자흐스탄             | 약 12km |
| 북위 41° 0′ 동경 68° 45′  / 북위 41.000° 동경 68.750°   | 우즈베키스탄           | |
| 북위 41° 0′ 동경 70° 24′  / 북위 41.000° 동경 70.400°   | 타지키스탄             | 약 10km |
| 북위 41° 0′ 동경 70° 31′  / 북위 41.000° 동경 70.517°   | 우즈베키스탄           | |
| 북위 41° 0′ 동경 72° 30′  / 북위 41.000° 동경 72.500°   | 키르기스스탄           | |
| 북위 41° 0′ 동경 76° 50′  / 북위 41.000° 동경 76.833°   | 중화인민공화국         | 신장 위구르 자치구 |
| 북위 41° 0′ 동경 77° 30′  / 북위 41.000° 동경 77.500°   | 키르기스스탄           | 약 7km |
| 북위 41° 0′ 동경 77° 35′  / 북위 41.000° 동경 77.583°   | 중화인민공화국         | 신장 위구르 자치구 간쑤성 내몽골 자치구 — 후허하오터 시의 20km 북쪽을 지난다 허베이성 베이징시 - 약 7 km 허베이성 랴오닝성 지린성                                                                         |
| 북위 41° 0′ 동경 126° 5′  / 북위 41.000° 동경 126.083°  | 조선민주주의인민공화국 | 자강도 함경남도 량강도 함경남도 량강도 함경남도 함경북도 |
| 북위 41° 0′ 동경 129° 43′  / 북위 41.000° 동경 129.717° | 동해                   | |
| 북위 41° 0′ 동경 140° 19′  / 북위 41.000° 동경 140.317° | 일본                   | 혼슈섬 — 아오모리현 |
| 북위 41° 0′ 동경 141° 23′  / 북위 41.000° 동경 141.383° | 태평양                 | |
| 북위 41° 0′ 서경 124° 7′  / 북위 41.000° 서경 124.117°  | 미국                   | 캘리포니아주 네바다주 유타주 와이오밍주 / 유타주 경계 와이오밍주 / 콜로라도주 경계 네브래스카주 / 콜로라도주 경계 네브래스카주 아이오와주 일리노이주 인디애나주 오하이오주 펜실베이니아주 뉴저지주 뉴욕주 |
| 북위 41° 0′ 서경 73° 39′  / 북위 41.000° 서경 73.650°   | 롱아일랜드 해협        | |
| 북위 41° 0′ 서경 72° 35′  / 북위 41.000° 서경 72.583°   | 미국                   | 뉴욕주 - 롱아일랜드섬 |
| 북위 41° 0′ 서경 72° 0′  / 북위 41.000° 서경 72.000°    | 대서양                 | |
| 북위 41° 0′ 서경 8° 39′  / 북위 41.000° 서경 8.650°     | 포르투갈               | |
| 북위 41° 0′ 서경 6° 54′  / 북위 41.000° 서경 6.900°     | 스페인                 | |

## 같이 보기
- 북위 40도
- 북위 42도